# 夹江县
夹江县是中华人民共和国四川省乐山市所辖的一个县。总面积749平方公里，2002年人口35万人。

## 行政区划
夹江县下辖2个街道办事处、7个镇：
青衣街道、漹城街道、黄土镇、甘江镇、吴场镇、木城镇、华头镇、新场镇和马村镇。

## 特产
- 夹江叠鞘石斛：中国地理标志产品。叠鞘石斛野生资源在中国已近枯竭，已被国家列入重点保护的野生药材品种名录，并被禁止国际贸易。
- 夹江书画纸：中国地理标志产品。生产经15个环节、72道工序完成。